# Theodor Thomsen
Theodor Thomsen (* 20. März 1904 in Kiel; † 14. Mai 1982, ebenda) war ein deutscher Olympiateilnehmer im Segeln.
Thomsen startete für den Kieler Yacht-Club. 1936 gehörte er in der 6-Meter-Klasse zur Crew von Hans Lubinus, die die deutsche Meisterschaft gewann. Bei der olympischen Regatta 1936 im Kieler Revier belegte das Boot den sechsten Platz, nachdem es an zwei Regattatagen disqualifiziert worden war. 1942 gewann Thomsen einen weiteren deutschen Meistertitel in der 6-Meter-Klasse.

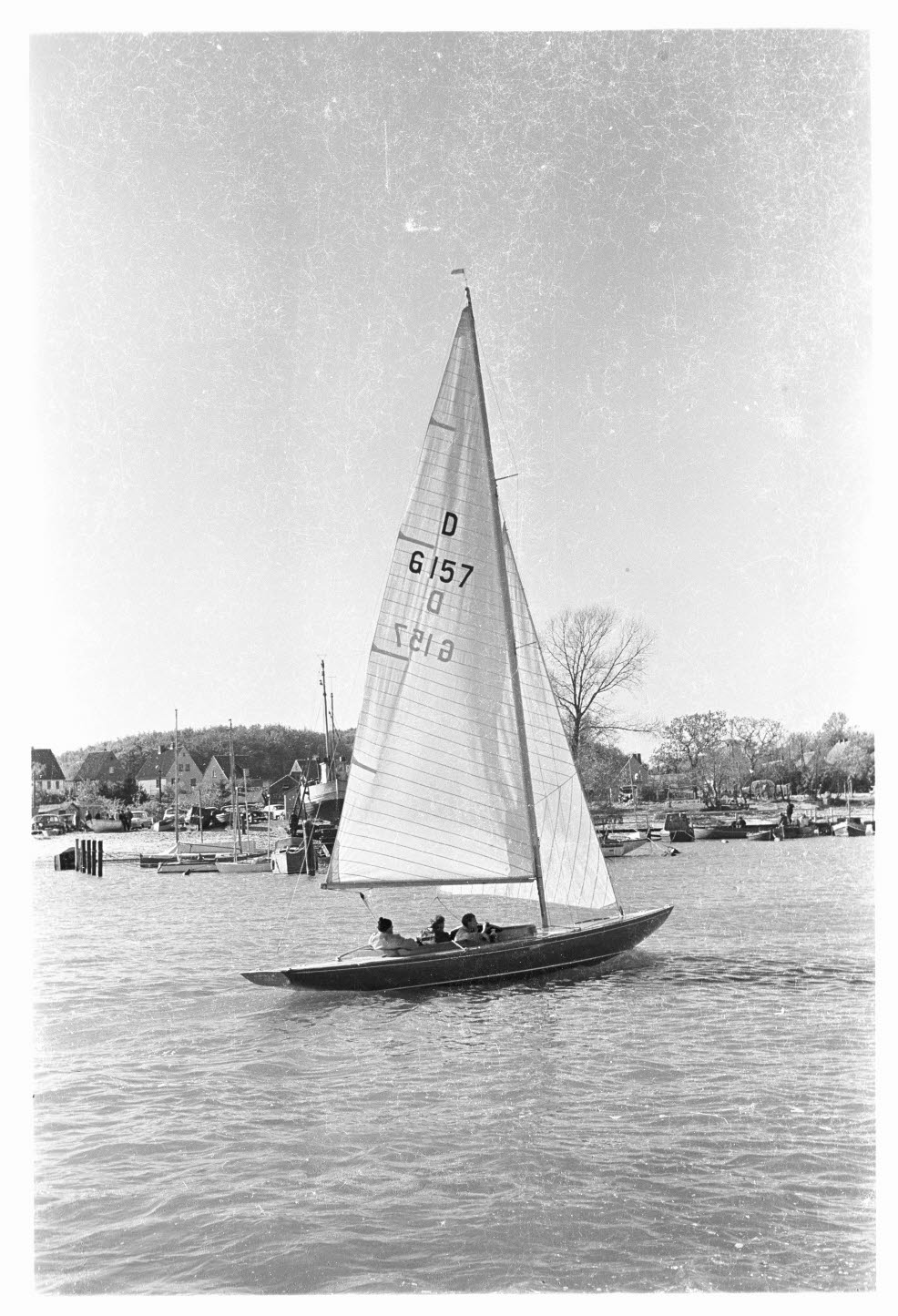
Drachen GUSTEL XII in der Strander Bucht (1957)

Nach dem Zweiten Weltkrieg trat Thomsen in der Drachen-Klasse an. Zusammen mit Erich Natusch und Georg Nowka belegte er bei der olympischen Regatta 1952 vor Helsinki den dritten Platz. Thomsen, Natusch und Nowka starteten auch bei der olympischen Regatta 1956 in der Drachen-Klasse, diesmal erreichten sie den zehnten Platz.
Thomsen gewann den Dragon Gold Cup, die inoffizielle Weltmeisterschaft der Drachen-Klasse zweimal: 1953 in Marstrand und 1955 in Amsterdam.
Theodor Thomsen war Direktor des Gerling-Konzerns in Kiel.